# 京セラ丸善システムインテグレーション
京セラ丸善システムインテグレーション株式会社（きょうせらまるぜん - 、Kyocera Maruzen Systems Integration Co., Ltd.）は、かつて存在した京セラグループの企業。文教・医療分野向けのソフトウェア開発等を行っていた。東京都港区に本社を置いていた。略称はKMSI。

## 概要
前身は丸善（現・丸善雄松堂）が2004年4月1日に設立した丸善システムインテグレーション株式会社であるが、源流は同社の電子計算機事業部まで遡る。同年10月1日に京セラコミュニケーションシステム（KCCS）が資本参加し、社名変更した。
2016年10月1日付で、丸善雄松堂が保有していた24.7%の株式をKCCSが取得し、同社の完全子会社となった。その後、同年12月1日付で京セラコミュニケーションシステム株式会社に吸収合併された。

## 沿革
- 2004年（平成16年）
  - 4月 - 会社設立。
  - 10月 - 京セラ丸善システムインテグレーション株式会社に社名変更。
- 2016年（平成28年）
  - 10月 - 京セラコミュニケーションシステムの完全子会社となる。
  - 12月 - 親会社の京セラコミュニケーションシステムに吸収合併。

## 拠点
2016年12月の吸収合併に伴い、一部拠点の名称変更が行われた。
- 東京本社
- 札幌営業所
- 仙台営業所
- 北陸営業所
- 名古屋営業所
- 京都営業所
- 関西営業所
- 兵庫出張所
- 岡山営業所
- 広島営業所
- 九州営業所
- 北九州出張所
- 国分分室